# 지하 언론

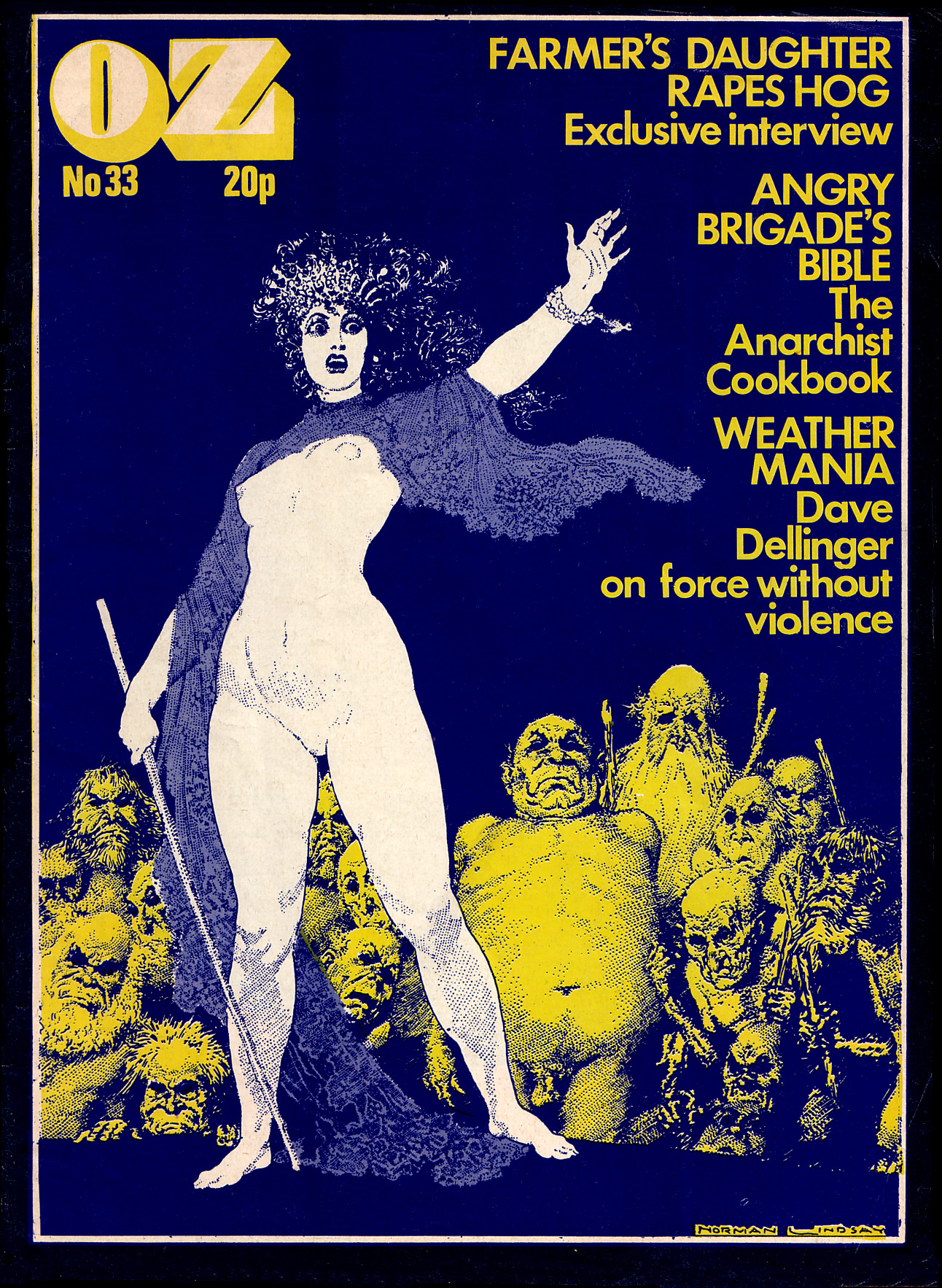
Oz (잡지) 잡지 넘버 33

지하 언론(underground press), 반체제 언론 또는 비밀 언론(clandestine press)이라는 용어는 공식적인 승인 없이, 불법적으로 또는 지배적인(정부, 종교 또는 기관) 집단의 희망에 반하여 생산되는 정기 간행물 및 출판물을 의미한다. 최근(제2차 세계대전 이후) 아시아, 미국, 서유럽의 맥락에서 "지하 언론"이라는 용어는 아시아의 인도와 방글라데시, 북미의 미국과 캐나다, 영국 및 기타 서방 국가에서 1960년대 후반과 1970년대 초반의 반문화와 관련하여 독립적으로 출판되고 배포된 지하 신문을 가리키는 데 가장 자주 사용되었다. 억압적인 정권 하에서 독립적으로 생산된 신문을 가리킬 수도 있다. 예를 들어, 독일이 점령한 유럽에서는 대개 저항운동과 연계하여 번성하는 지하 언론이 운영되었다. 다른 주목할만한 예로는 냉전 기간 동안 소련과 폴란드에서 각각 운용된 사미즈다트와 비불라(bibuła)가 있다.

## 같이 보기
- 대안언론
- 해적방송